# Princípio do controle
O Princípio de Controle é um dos quatro princípios da Administração Científica segundo Frederick Winslow Taylor. Consiste em controlar o trabalho para se certificar de que o mesmo está sendo executado de acordo com o método estabelecido e segundo o plano de produção.

## Outros princípios fundamentais da administração Científica
- Princípio do planejamento
- Princípio da preparação dos trabalhadores
- Princípio da execução